# Estefanía Hinojosa
Estefanía Hinojosa (Monterrey, Nuevo León; 9 de septiembre de 1990) es una actriz mexicana.

## Biografía
Estefanía Hinojosa nace en la ciudad de Monterrey el 9 de septiembre de 1990. Inicia su carrera artística en el CEFAT de TV Azteca a la edad de 20 años y primeramente como extra en la telenovela de A corazón abierto en 2011.
En 2013, participa en la telenovela de Hombre tenías que ser como 'Magaly' y al año siguiente (2014) participa en la novela de Las Bravo en el rol de 'Tania'.
En 2015 debuta en el cine con la película Magos y conjuros en un papel menor. Así como en el 2016 participa en otra película titulada El amor no existe de igual forma en pequeño papel y en la serie de antología Un día cualquiera y la serie-novela de Entre correr y vivir con Vadhir Derbez y Diego Amozurrutia.
En 2017, trabaja en la telenovela de La fiscal de hierro en donde interpretó a 'Candela'.
En 2018 obtuvo otro papel en Educando a Nina, con Cynthia Rodríguez, Antonio Gaona y Álex Sirvent.
En 2020, trabaja para Televisa y obtiene su primer protagónico en la telenovela de Como tú no hay 2, producción de Carlos Bardasano, y el cual compartió con Adrián Uribe y Claudia Martín.

## Trayectoria

### Televisión
| Año       | Telenovela            | Personaje                       |
| --------- | --------------------- | ------------------------------- |
| 2020      | Como tú no hay 2      | Fabiana Orozco Campos           |
| 2018      | Educando a Nina       | Susana Dorotea "Susy" Contreras |
| 2017      | La fiscal de hierro   | Candela Miranda                 |
| 2016      | Un día cualquiera     |                                 |
| 2016      | Entre correr y vivir  | Carolina "Caro" Hérnandez       |
| 2014-2015 | Las Bravo             | Tania                           |
| 2013-2014 | Hombre tenías que ser | Magaly                          |
| 2011-2012 | A corazón abierto     | Médico residente                |

### Cine
| Año  | Película           | Personaje     | 2023 | "Los habitantes |
| 2017 | Elogio a las armas | /             |      |                 |
| 2016 | El amor no existe  | /             |      |                 |
| 2015 | Magos y conjuros   | Maga de Fuego |      |                 |